# Liste der Bodendenkmäler in Atting
Auf dieser Seite sind die Bodendenkmäler in der niederbayerischen Gemeinde Atting zusammengestellt. Diese Tabelle ist eine Teilliste der Liste der Bodendenkmäler in Bayern. Grundlage ist die Bayerische Denkmalliste, die auf Basis des Bayerischen Denkmalschutzgesetzes vom 1. Oktober 1973 erstmals erstellt wurde und seither durch das Bayerische Landesamt für Denkmalpflege geführt wird. Die folgenden Angaben ersetzen nicht die rechtsverbindliche Auskunft der Denkmalschutzbehörde.

## Bodendenkmäler der Gemeinde Atting

### Bodendenkmäler in der Gemarkung Atting
| Lage              | Objekt | Akten-Nr.     | Bild |
| ----------------- | --- | ------------- | ---- |
| Atting (Standort) | Siedlung vor- und frühgeschichtlicher Zeitstellung. | D-2-7040-0049 |      |
| Atting (Standort) | Siedlungen vor- und frühgeschichtlicher Zeitstellung, unter anderem der Bronzezeit und der römischen Kaiserzeit. | D-2-7040-0056 |      |
| Atting (Standort) | Siedlung vor- und frühgeschichtlicher Zeitstellung. | D-2-7040-0059 |      |
| Atting (Standort) | Siedlung vor- und frühgeschichtlicher Zeitstellung. | D-2-7040-0070 |      |
| Atting (Standort) | Siedlung der Bronzezeit. | D-2-7041-0151 |      |
| Atting (Standort) | Siedlung der Urnenfelderzeit. | D-2-7041-0152 |      |
| Atting (Standort) | Siedlung und verebneter Kreisgraben vor- und frühgeschichtlicher Zeitstellung. | D-2-7041-0154 |      |
| Atting (Standort) | Verebneter Grabhügel vorgeschichtlicher Zeitstellung. | D-2-7041-0156 |      |
| Atting (Standort) | Verebnetes Grabenwerk und Siedlung vor- und frühgeschichtlicher Zeitstellung. | D-2-7041-0157 |      |
| Atting (Standort) | Siedlung vor- und frühgeschichtlicher Zeitstellung sowie der Bronzezeit und Urnenfelderzeit. | D-2-7041-0185 |      |
| Atting (Standort) | Abgegangene Hofstelle der frühen Neuzeit (Eichhaufs). | D-2-7041-0254 |      |
| Atting (Standort) | Siedlung der Urnenfelderzeit. | D-2-7140-0001 |      |
| Atting (Standort) | Siedlungen des Jungneolithikums (Altheimer Gruppe) und der Hallstattzeit. | D-2-7140-0002 |      |
| Atting (Standort) | Siedlung vor- und frühgeschichtlicher Zeitstellung. | D-2-7140-0006 |      |
| Atting (Standort) | Verebneter vorgeschichtlicher Grabhügel mit Kreisgraben und Siedlung vor- und frühgeschichtlicher Zeitstellung. | D-2-7140-0007 |      |
| Atting (Standort) | Siedlungen der Linearbandkeramik, der frühen Bronzezeit und der Latènezeit. | D-2-7140-0012 |      |
| Atting (Standort) | Siedlungen des Jungneolithikums (Altheimer Gruppe) und der frühen Bronzezeit. | D-2-7140-0013 |      |
| Atting (Standort) | Verebnetes Grabhügelfeld vorgeschichtlicher Zeitstellung. | D-2-7140-0014 |      |
| Atting (Standort) | Siedlung vor- und frühgeschichtlicher Zeitstellung. | D-2-7140-0015 |      |
| Atting (Standort) | Siedlung vor- und frühgeschichtlicher Zeitstellung. | D-2-7140-0016 |      |
| Atting (Standort) | Siedlung vor- und frühgeschichtlicher Zeitstellung. | D-2-7140-0017 |      |
| Atting (Standort) | Siedlung vor- und frühgeschichtlicher Zeitstellung. | D-2-7140-0271 |      |
| Atting (Standort) | Siedlung vor- und frühgeschichtlicher Zeitstellung. | D-2-7140-0272 |      |
| Atting (Standort) | Untertägige mittelalterliche und frühneuzeitliche Befunde und Funde im Bereich der katholischen Pfarrkirche Mariä Himmelfahrt in Atting mit zugehörigem Friedhof. | D-2-7140-0273 |      |
| Atting (Standort) | Siedlung der Linearbandkeramik. | D-2-7140-0286 |      |
| Atting (Standort) | Turmhügel des späten Mittelalters und der frühen Neuzeit mit Wassergraben sowie archäologische Befunde und Funde im Bereich des Wirtschaftshofs bzw. frühneuzeitlichen Schlosses und der zugehörigen Mühle (Einhausen). | D-2-7141-0171 |      |
| Atting (Standort) | Verebnete Abschnittsbefestigung des frühen Mittelalters (Römerschanze bei Rinkam) | D-2-7141-0172 |      |
| Atting (Standort) | Siedlungen des Mittelneolithikums (Gruppe Oberlauterbach) und der frühen Bronzezeit, Körpergräber vor- und frühgeschichtlicher Zeitstellung sowie frühmittelalterliche Reihengräber mit Kreisgraben. | D-2-7141-0173 |      |
| Atting (Standort) | Siedlungen des Mittel- und Jungneolithikums (Stichbandkeramik, Münchshöfener Gruppe) und der frühen Hallstattzeit. | D-2-7141-0174 |      |
| Atting (Standort) | Gräber der frühen Latènezeit. | D-2-7141-0175 |      |
| Atting (Standort) | Verebneter Grabhügel der Hallstattzeit. | D-2-7141-0177 |      |
| Atting (Standort) | Teilstück der römischen Donausüdstraße. | D-2-7141-0178 |      |
| Atting (Standort) | Siedlung vor- und frühgeschichtlicher Zeitstellung. | D-2-7141-0180 |      |
| Atting (Standort) | Siedlung vor- und frühgeschichtlicher Zeitstellung. | D-2-7141-0181 |      |
| Atting (Standort) | Siedlung vor- und frühgeschichtlicher Zeitstellung. | D-2-7141-0182 |      |
| Atting (Standort) | Siedlung vor- und frühgeschichtlicher Zeitstellung. | D-2-7141-0184 |      |
| Atting (Standort) | Verebnete Grabhügel vorgeschichtlicher Zeitstellung. | D-2-7141-0185 |      |
| Atting (Standort) | Verebnete Grabhügel vorgeschichtlicher Zeitstellung. | D-2-7141-0186 |      |
| Atting (Standort) | Siedlung vor- und frühgeschichtlicher Zeitstellung. | D-2-7141-0187 |      |
| Atting (Standort) | Verebnete Grabhügel vorgeschichtlicher Zeitstellung. | D-2-7141-0188 |      |
| Atting (Standort) | Siedlung vor- und frühgeschichtlicher Zeitstellung. | D-2-7141-0190 |      |
| Atting (Standort) | Verebnetes Grabenwerk vor- und frühgeschichtlicher Zeitstellung. | D-2-7141-0191 |      |
| Atting (Standort) | Siedlung und Bestattungsplatz des Endneolithikums (Schnurkeramik und Glockenbecherkultur) und der Urnenfelderzeit, Siedlung und verebnetes Grabhügelfeld der Hallstattzeit, Siedlung der späten Bronzezeit, der Latènezeit, der römischen Kaiserzeit sowie des frühen Mittelalters, Teilstück der römischen Donausüdstraße sowie Siedlung des frühen Mittelalters. | D-2-7141-0348 |      |
| Atting (Standort) | Untertägige mittelalterliche und frühneuzeitliche Befunde und Funde im Bereich der katholischen Filialkirche Johannes der Täufer in Rinkam. | D-2-7141-0400 |      |
| Atting (Standort) | Siedlung vorgeschichtlicher Zeitstellung. | D-2-7141-0402 |      |